# Valdus Lund
Manne Valdus Lund, ps. „Gobben” (ur. 4 kwietnia 1895 w Göteborgu, zm. 9 maja 1962 tamże) – szwedzki piłkarz grający na pozycji obrońcy.

## Kariera klubowa
Całą karierę klubową spędził w IFK Göteborg, w którym grał w latach 1912-1928, rozgrywając 468 meczów.

## Kariera reprezentacyjna
W latach 1915–1923 rozegrał 29 spotkań w reprezentacji Szwecji. Był członkiem szwedzkiej kadry na Letnie Igrzyska Olimpijskie 1920, na których zagrał w 3 meczach, a Szwedzi zajęli 5. miejsce.

## Życie prywatne
Jego starszy brat, Carl Erik Lund (1884-1940) wystartował na igrzyskach olimpijskich w 1908 i 1912 jako zapaśnik.